# Проприя (микрорегион)

Проприя на карте.

Проприя (порт. Microrregião de Propriá) — микрорегион в Бразилии, входит в штат Сержипи. Составная часть мезорегиона Восток штата Сержипи. 
Население составляет 	91 144	 человека (на 2010 год). Площадь — 	1 026,719	 км². Плотность населения — 	88,77	 чел./км².

## Демография
Согласно сведениям, собранным в ходе переписи 2010 г. Национальным институтом географии и статистики (IBGE), население микрорегиона составляет:						
| Полное население                             | Полное население                             | Полное население                             | Полное население                             | 91 144 |
| -------------------------------------------- | -------------------------------------------- | -------------------------------------------- | -------------------------------------------- | ------ |
| в том числе:                                 | Городское население                          | 61 679                                       | Процент городского населения, %              | 67,67  |
|                                              | Сельское население                           | 29 465                                       | Процент сельского населения, %               | 32,33  |
|                                              | Мужское население                            | 45 323                                       | Процент мужского населения, %                | 49,73  |
|                                              | Женское население                            | 45 821                                       | Процент женского населения, %                | 50,27  |
| Плотность населения, чел/км²                 | Плотность населения, чел/км²                 | Плотность населения, чел/км²                 | Плотность населения, чел/км²                 | 88,77  |
| Население микрорегиона в % к населению штата | Население микрорегиона в % к населению штата | Население микрорегиона в % к населению штата | Население микрорегиона в % к населению штата | 4,41   |

## Статистика
- Валовой внутренний продукт на 2004 составляет 386 656 369,00 реалов (данные: Бразильский институт географии и статистики).
- Валовой внутренний продукт на душу населения на 2004 составляет 4107,76 реалов (данные: Бразильский институт географии и статистики).
- Индекс развития человеческого потенциала на 2000 составляет 0,618 (данные: Программа развития ООН).

## Состав микрорегиона
В составе микрорегиона включены следующие муниципалитеты:
1. Ампару-ди-Сан-Франсиску
2. Брежу-Гранди
3. Каньоба
4. Седру-де-Сан-Жуан
5. Илья-дас-Флорис
6. Неополис
7. Носа-Сеньора-ди-Лордис
8. Проприя
9. Сантана-ду-Сан-Франсиску
10. Телья